# NGC 1314
NGC 1314 è una galassia a spirale situata nella costellazione dell'Eridano, a una distanza di circa 181 milioni di anni luce dalla nostra Via Lattea.

## Scoperta
La galassia è stata scoperta il 18 gennaio 1887 dall'astronomo statunitense Francis Leavenworth.

## Descrizione
NGC 1314 ha una classe di luminosità IV e presenta una larga riga a 21 cm dell'idrogeno neutro.
Data la sua luminosità superficiale pari a 15,01, NGC 1314 può essere classificata come una galassia a bassa luminosità superficiale (nella letteratura in lingua inglese abbreviata in LSB, acronimo di Low Surface Brightness). Le galassie LSB sono galassie di tipo diffuso (D) con una luminosità superficiale inferiore di almeno una magnitudine a quella del cielo notturno circostante.